# La Niña de 2010–2012
Pour les articles homonymes, voir La Niña.
L'événement La Niña de 2010-2012 est un phénomène de type La Niña qui a eu lieu entre l'année 2010 et l'année 2012. Il a été l'un des plus forts jamais enregistrés. Cela a amené l'Australie à connaître son mois de septembre le plus humide jamais enregistré en 2010 et sa deuxième année la plus humide jamais enregistrée en 2010. Cela a également conduit à une intensification inhabituelle du courant de Leeuwin, aux inondations de 2010 au Pakistan aux inondations du Queensland en 2010-2011 et à la sécheresse en Afrique de l'Est en 2011. Cela a également contribué à maintenir la température mondiale moyenne en dessous des tendances récentes, ce qui a conduit 2011 à égalité avec 1997 pour la 14e année la plus chaude jamais enregistrée. Cet événement La Niña a également entraîné une activité cyclonique tropicale supérieure à la moyenne dans l'océan Atlantique Nord au cours des saisons cycloniques 2010, 2011 et 2012.

## Progression météorologique
L'événement El Niño de 2009-2010 a commencé dans l'océan Pacifique en mai 2009, avant d'atteindre son apogée en décembre, et rapidement s'arrêter au cours du premier trimestre 2010,. Le climat de l'océan Pacifique est ensuite revenu à des conditions neutres fin avril, tandis que les modèles climatiques utilisés et développés par diverses agences météorologiques ont ensuite commencé à montrer des signes qu'un événement La Niña se développerait plus tard en 2010,. Au cours du mois suivant, l'océan Pacifique a commencé à montrer divers signaux indiquant qu'un événement La Niña se développait et, par conséquent, une vigilance La Niña a été émise par le United States Climate Prediction Center lors de leur diagnostic ENSO de juin 2010. Au fur et à mesure que le refroidissement de la température de surface de l'océan progressait, des anomalies plus froides sont apparues sur la ligne de changement de date internationale plutôt que sur le Pacifique oriental, ce qui a permis d'appeler cet événement un Modoki.

## Répercussions
L'Australie a connu ses deuxième et troisième années les plus humides depuis qu'un registre des précipitations a commencé à être conservé en 1900. L'hiver a vu des chutes de neige supérieures à la moyenne dans une grande partie de l'ouest des États-Unis ainsi que dans le Midwest. À l'exception des Rocheuses du Sud, les Montagnes de l'Ouest ont vu des totaux de neige supérieurs de 180 % de la normale. Le blizzard de 2011 a provoqué des chutes de neige record à Chicago et a forcé la ville à fermer. Comme il s'agissait d'un La Niña, la Californie a connu le mois de décembre le plus humide jamais enregistré et l'été 2011 a été le plus humide de Californie. Le nord-ouest du Pacifique a vu 2011 être l'une des années les plus fraîches et les plus humides jamais enregistrées, avec des températures proches de celles des années 1950, et un mélange pluie/neige au mois de mai. Le Midwest et le Nord-Est des États-Unis ont également connu une année 2011 extrêmement humide, entraînant des inondations dans le Mississippi, le Missouri et l'Ohio. Le phénomène La Nina est également provoqué une activité record de tornades dans le sud des États-Unis au printemps 2011. La sécheresse de 2010 à 2013 dans le sud des États-Unis et au Mexique a provoqué des pénuries d'eau, une détresse agricole et des incendies de forêt dans les plaines du sud et en Géorgie. Les pires effets ont été ressentis au Texas, où 2011 a été l'année civile la plus sèche jamais enregistrée, ainsi que la troisième plus chaude.